# Bão Grace (1991)
Bão Grace là một cơn bão cấp 2 tồn tại trong thời gian ngắn, thứ đã góp phần hình thành nên cơn bão hoàn hảo năm 1991. Hình thành vào ngày 26/10/1991, cơn bão ban đầu có nguồn gốc cận nhiệt đới, có nghĩa là nó là một phần nhiệt đới và một phần ngoại nhiệt đới. Nó phát triển thành một cơn bão nhiệt đới vào ngày 27 tháng 10 và cuối cùng lên đến đỉnh điểm với sức gió 165 km/h. Cơn bão ảnh hưởng không đáng kể đến đảo Bermuda khi nó đi qua phía nam. Một cơn bão ngoại nhiệt đới đang phát triển ở phía bắc đã chuyển hướng cơn bão Grace về phía đông, cuối cùng bị nhập vào vòng tuần hoàn lớn của hệ thống áp thấp lớn hơn. Được tiếp thêm nănng lượng bởi sự tương phản giữa không khí lạnh ở phía tây bắc và không khí ấm áp từ những tàn tích của Grace, cơn bão này đã trở thành một cơn bão xoáy thuận lớn và mạnh mẽ, gây ra sóng rất cao và thiệt hại nghiêm trọng dọc theo bờ biển phía Đông Hoa Kỳ.

## Lịch sử khí tượng
Bão Grace bắt nguồn từ một khu vực áp thấp mức trung hình thành vào 23/10/1991 ở phía nam Bermuda. Báo cáo từ một con tàu gần đó chỉ ra rằng áp thấp đã mạnh lên thành bão vào ngày 25/10. Hệ thống bão ban đầu chứa các đặc điểm cận nhiệt đới, và trung tâm hoàn lưu bão thiếu đối lưu sâu trong vài ngày. Hệ thống được xác định là một cơn bão cận nhiệt đới vào ngày 26/10. Một khu vực mây gần Bermuda ngày càng trở nên đối lưu, và dần dần bị cuốn vào hoàn lưu đang mở rộng của cơn bão cận nhiệt đới. Giông bão xuất hiện nhiều ở vùng gần trung tâm, và vào 27/10, cơn bão đạt trạng thái bão nhiệt đới và được đặt tên là Grace.
Grace tiếp tục mạnh lên; dựa trên ước tính cường độ vệ tinh và báo cáo trinh sát, cơn bão đã được phân loại là bão Cấp 1, cấp độ thấp nhất trong thang bão Saffir-Simpson. Grace đạt cường độ cực đại với sức gió 165 km/h và áp suất khí quyển trung tâm tối thiểu là 980 mbar (hPa; 28,94 inHg), phân vào bão Cấp 2. Tuy nhiên, thời điểm đó, cường độ cực đại được cho là chỉ đạt 120 km/h, khiến cơn bão chỉ được xem là bão Cấp 1. Cơn bão di chuyển theo hướng tây bắc cho đến 28/10/1991, khi một cơn lốc xoáy ngoại nhiệt đới hình thành dọc theo một front lạnh ngoài khơi New England. Cơn bão nhanh chóng mạnh lên và ảnh hưởng đến hoàn lưu bão Grace, khiến cơn bão chuyển hướng mạnh về phía đông. Đồng thời, mắt bão hiện lên trên hình ảnh vệ tinh, mặc dù thiếu hoạt động đối lưu mạnh mẽ xung quanh tâm bão. Grace tăng tốc khi nó tiếp tục đi về phía đông, và cường độ mạnh nhất đạt Cấp 2 hôm 29/10. Tuy nhiên, cơn bão chuyển động nhanh về phía trước, dẫn đến một vòng tuần hoàn không đối xứng. Tâm bão quét qua khoảng 80 km về phía nam của Bermuda mà không gây thiệt hại đáng kể.